# جون بويد (دبلوماسي)
جون بويد (بالإنجليزية: John Boyd)‏ هو دبلوماسي بريطاني، ولد في 17 يناير 1936.